# アトランティス (映画)
『アトランティス』（原題：Atlantis）は、1991年制作のフランス・イタリアのドキュメンタリー映画。
リュック・ベッソン監督が構想に10年、撮影に38カ月の歳月をかけ、世界各地の海の現状を様々な海洋生物を通して描いた作品。セリフやナレーションによる解説はなく、エリック・セラ作曲の音楽のみで表現している。また、日本語字幕の翻訳は松任谷由実が担当している。